# Philosauritis pyrrhostrota
Philosauritis pyrrhostrota är en fjärilsart som beskrevs av Edward Meyrick 1935. Philosauritis pyrrhostrota ingår i släktet Philosauritis och familjen mott. Inga underarter finns listade i Catalogue of Life.